# جان دیکسون گیبس
جان دیکسون گیبس (انگلیسی: John Dixon Gibbs.؛ زاده ۱۸۳۴ درگذشته ۱۹۱۲، یک مهندس و حسابدار، اهل انگلستان بود. 

## تاریخچه
او به همراه لوسین گولارد، مشترکاً ً نوع اولیه ترانسفورماتور جریان برق متناوب را اختراع کردند.

ترانسفورماتور برای اولین بار در رویال آکواریوم لندن، استفاده گردید؛ در آن زمان واژۀ "ترانسفورماتور" ابداع نشده بود و آن را "ژنراتور ثانویه" می نامیدند.
بعداً ًطرح اولیه ترانسفورماتور توسط ویلیام استنلی، توسعه یافت و نمونه امروزی آن را در سال ۱۸۸۵، اختراع کرد.